# Kamenec pod Vtáčnikom
Kamenec pod Vtáčnikom este o comună slovacă, aflată în districtul Prievidza din regiunea Trenčín. Localitatea se află la altitudinea de 276 m deasupra n.m., se întinde pe o suprafață de 25,3 km2 și în 2017 număra 1.790 de locuitori.

## Istoric
Localitatea Kamenec pod Vtáčnikom este atestată documentar din 1355.

## Demografie
| An:                | 1994 | 2004   | 2014   | 2024   |
| ------------------ | ---- | ------ | ------ | ------ |
| Număr de persoane: | 1845 | 1861   | 1790   | 1760   |
| Diferență:         |      | +0,86% | −3,81% | −1,67% |

| An:                | 2023 | 2024   |
| ------------------ | ---- | ------ |
| Număr de persoane: | 1758 | 1760   |
| Diferență:         |      | +0,11% |